# Quatre paroisses de Lavaux
Les Quatre paroisses de Lavaux sont les quatre paroisses politiques, ou communes générales, qui composent Lavaux jusqu'au XIXe siècle. Les paroisses sont les suivantes : Lutry, Villette, Saint-Saphorin et Corsier.

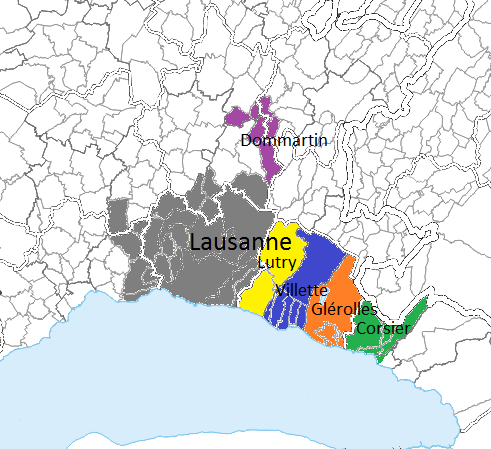
Carte du bailliage bernois de Lausanne. Les limites des paroisses sont les mêmes que celles des châtellenies.

Chaque paroisse élit un banneret (ou banderet), ainsi qu'un grand gouverneur.

## Lutry
La paroisse politique de Lutry est composée des actuelles communes de Lutry et Savigny. La paroisse est supprimée en 1823, lors de la séparation de Lutry et Savigny en deux communes distinctes.

## Villette
La paroisse de Villette est découpée en deux parties : les monts et le vignoble. Le vignoble est divisé en huit « quarts ». Les quarts de deçà sont : Cully (deux quarts), Riex et Épesses. Le premier quart de delà est Grandvaux, le second est formé de Chenaux et Bahyses, le troisième de Lalex, Cretes, Curson, Le Plex, Baussan et la Criblette et le quatrième d'Aran, Chatagny, Montagny, la Conversion, quelques maisons du Daley, Villette, Flonzel et les maisons de Crovatey. La division en quarts date probablement de 1540.
La paroisse est administrée par le Conseil, composé de 24 représentants des quarts, auxquels s'ajoute un représentant des monts dès 1601, et le Rière-Conseil, composé de 24 représentants du peuple. Les deux conseils sont présidés par le banderet (ou banneret).

## Saint-Saphorin
La paroisse politique de Saint-Saphorin a les mêmes limites que la châtellenie de Glérolles, soit les communes actuelles de Puidoux, Chexbres, Rivaz et Saint-Saphorin.

## Corsier
La paroisse politique de Corsier est composée des actuelles communes de Chardonne, Corsier-sur-Vevey, Corseaux, Jongny et d'une partie de Vevey - partie qui appartenait à Corsier jusqu'en 1892.
Un Conseil des Douze et un Conseil des Vingt-Quatre sont élus. Le premier est parfois appelé simplement Conseil et le second Rière-Conseil. Chardonne fournit 5 membres du Conseil des Douze.
Les communes politiques de Chardonne et Corseaux sont créées en 1798 et les biens de la paroisse politique sont partagés en 1816,.

## Conflits à propos des frontières
Il y a eu plusieurs conflits entre les paroisses à propos des frontières les délimitant. 
La paroisse de Saint-Saphorin revendiquait Paully et Courneaux qui faisaient partie de la paroisse de Corsier.

### Ouvrages
- Jean-Paul Verdan, Chardonne en effeuillant l'histoire, Cabédita, 1997 (ISBN 2-88295-195-7)

### Articles
- H. Voruz, « La commune de Villette au XVIe siècle », Revue historique vaudoise,‎ 1907, p. 116-124 (lire en ligne)